# Хедлайнер
Хедлайнер (англ. headliner — той, хто створює заголовки) — основний, найвідоміший виконавець на музичному концерті або фестивалі, зірка. Його ім’я є найбільш помітним у програмі, рекламі чи на місці проведення заходу. Також — головний номер музичного, театрального чи комедійного виступу. Як правило, хедлайнер є завершальним номером у виставі.
У музиці хедлайнер часто залишає за собою виключні права на назву туру. Таким чином, назви турів часто відображають назву останнього альбому або популярну пісню з останнього альбому хедлайнера. Крім того, хедлайнером часто є найвідоміший або найяскравіший артист на концерті.

## Історія
Термін «хедлайнер» вперше був ужитий у 1896 році.